# Europas Sportler des Jahres (UEPS)

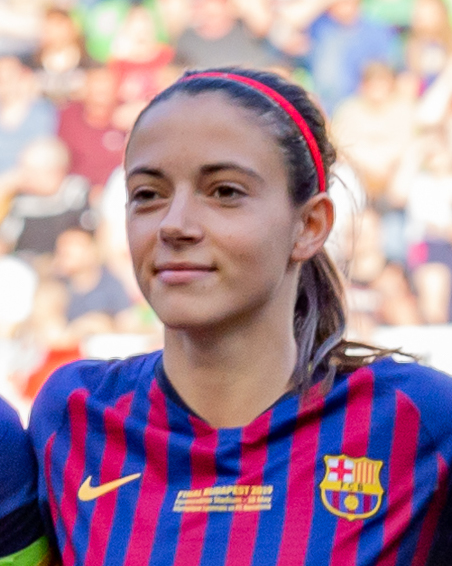
Europas Sportlerin des Jahres 2024, die Spanierin Aitana Bonmatí

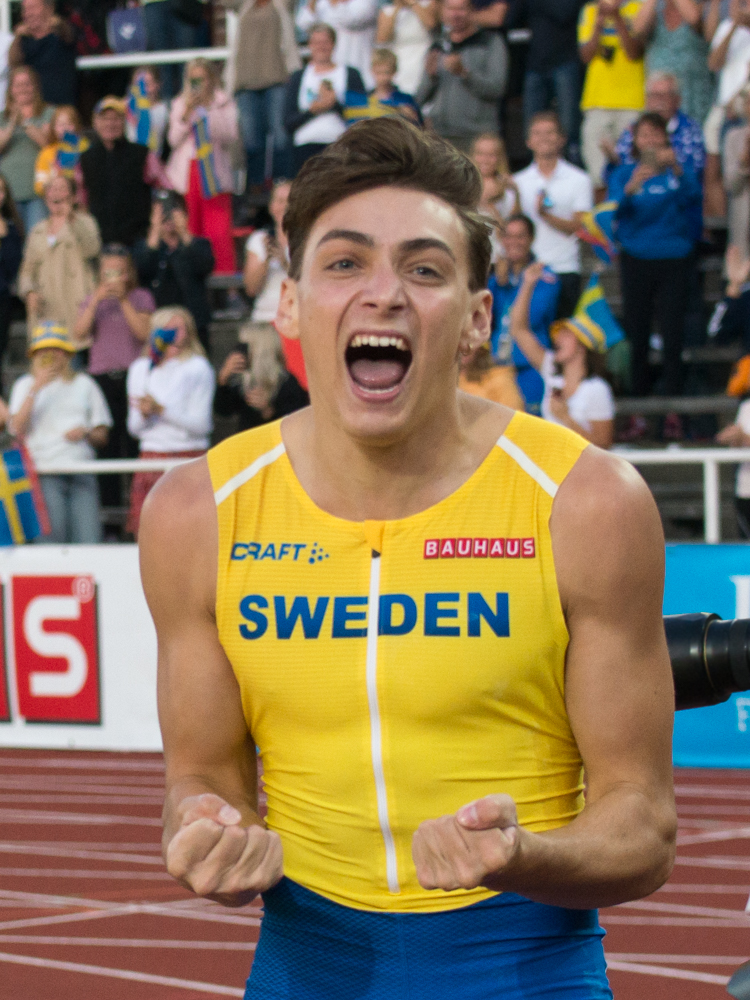
Europas Sportler des Jahres 2024, der Schwede Armand Duplantis

Europas Sportler des Jahres ist eine Umfrage, die seit 1983 jährlich von der Vereinigung der europäischen Sportjournalisten (UEPS) durchgeführt wird. Ermittelt werden Europas beste Sportler des abgelaufenen Kalenderjahres, wobei Männer und Frauen in getrennten Kategorien gegeneinander antreten. Das Ergebnis wird in der Regel Anfang Januar bekanntgegeben. Bei der Wahl zu Europas Sportler des Jahres 2009 (2010) nahmen erstmals auch europäische Presseagenturen an der Abstimmung teil.
Der UEPS (französisch Union Européenne de la Presse Sportive, englisch European Sports Press Union) gehören Sportjournalisten aus 48 europäischen Ländern an. Als größte kontinentale Gruppe ist sie im 153 Staaten umfassenden Internationalen Verband der Sportpresse (AIPS) organisiert, die alljährlich eine Wahl zum Weltsportler des Jahres durchführt.

## Preisträger

### Europas Sportler des Jahres („Frank Taylor Trophy“)

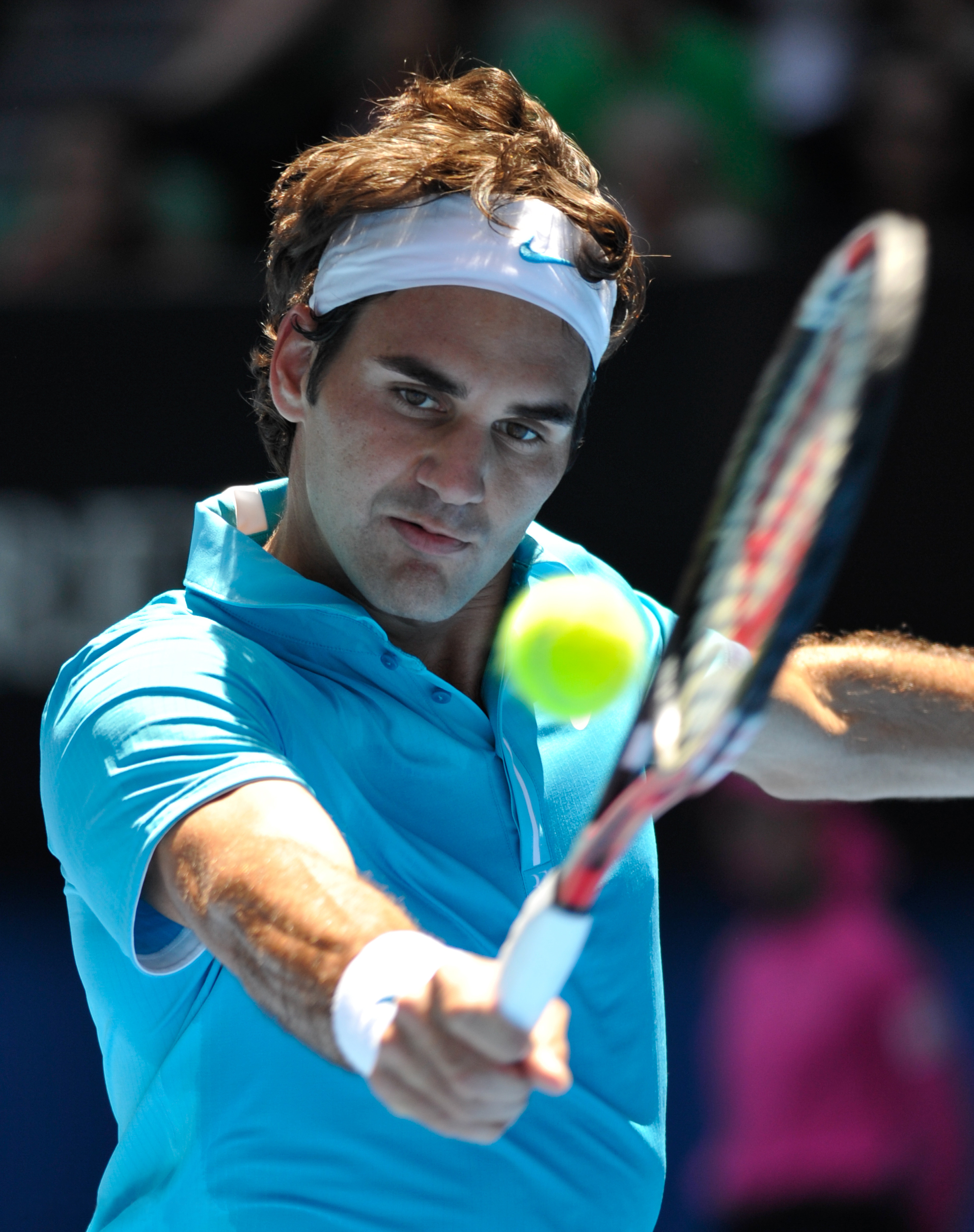
Der sechsfache Sieger Roger Federer (2004–2007, 2009, 2017)

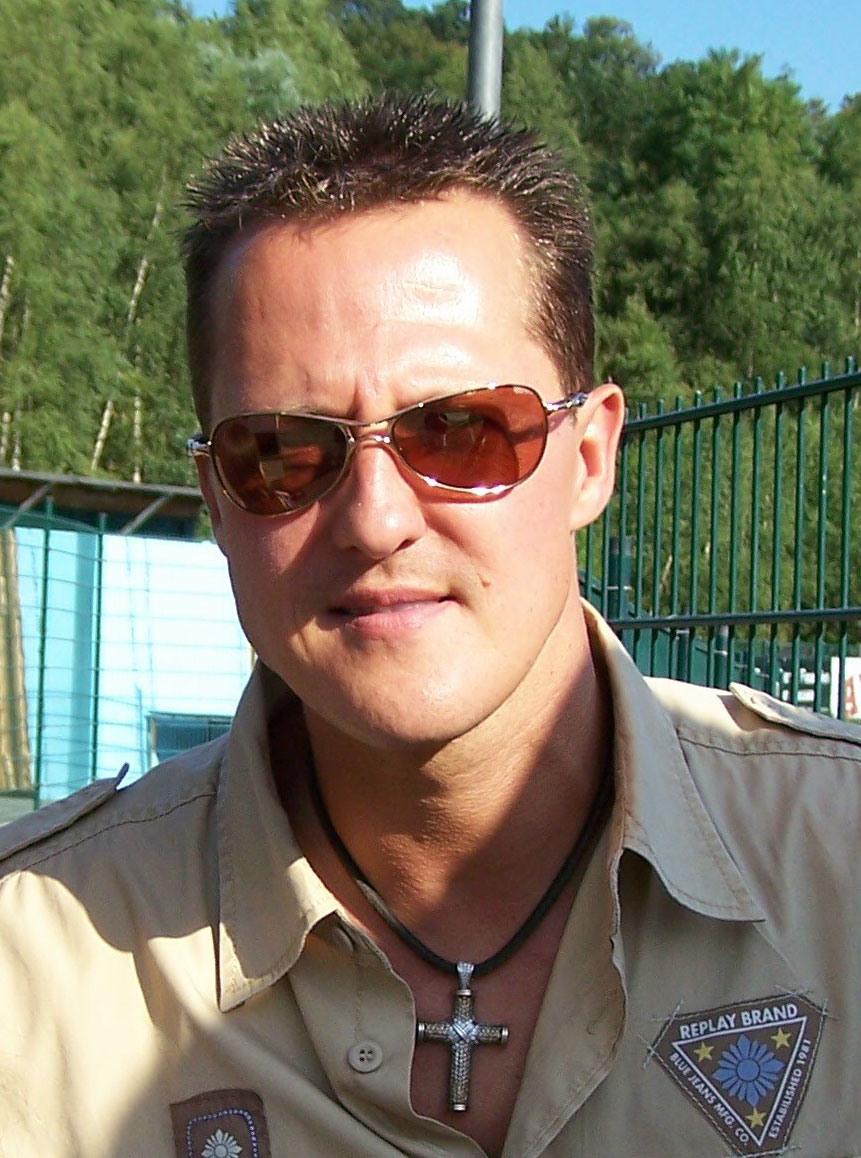
Der deutsche Formel-1-Pilot Michael Schumacher, Gewinner der Jahre 1994 und 2001 bis 2003

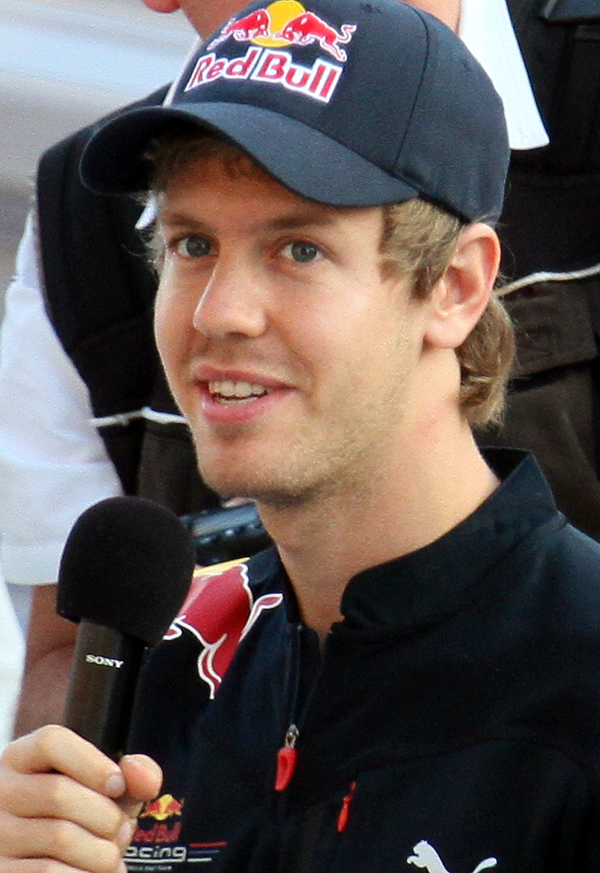
Sebastian Vettel (Sieger 2010)

Am häufigsten ausgezeichnet wurde der Schweizer Tennisspieler Roger Federer, der es zwischen 2004 und 2017 auf insgesamt sechs Siege brachte. Erfolgreichste Nation ist mit zehn Siegen Deutschland. Am häufigsten vertretene Sportart unter den Gewinnern ist der Tennissport (14 Siege), gefolgt von der Leichtathletik (zehn Siege). Mit der Wahl des norwegischen Skilangläufers Bjørn Dæhlie im Jahr 1998 war bislang nur einmal ein Wintersportler siegreich.
Seit 2003 ist die Auszeichnung nach dem britischen Sportjournalisten und ehemaligen AIPS-Präsidenten Frank Taylor (1920–2002) benannt.
| Jahr | Preisträger               | Sportart       |
| ---- | ------------------------- | -------------- |
| 1983 | Michael Groß              | Schwimmen      |
| 1984 | Michel Platini            | Fußball        |
| 1985 | Serhij Bubka              | Leichtathletik |
| 1986 | Boris Becker              | Tennis         |
| 1987 | Stephen Roche             | Radsport       |
| 1988 | Serhij Bubka (2)          | Leichtathletik |
| 1989 | Boris Becker (2)          | Tennis         |
| 1990 | Lothar Matthäus           | Fußball        |
| 1991 | Serhij Bubka (3)          | Leichtathletik |
| 1992 | Witali Schtscherbo        | Geräteturnen   |
| 1993 | Linford Christie          | Leichtathletik |
| 1994 | Michael Schumacher        | Formel 1       |
| 1995 | Jonathan Edwards          | Leichtathletik |
| 1996 | Alexander Popow           | Schwimmen      |
| 1997 | Wilson Kipketer           | Leichtathletik |
| 1998 | Bjørn Dæhlie              | Skilanglauf    |
| 1999 | Tomáš Dvořák              | Leichtathletik |
| 2000 | Pieter van den Hoogenband | Schwimmen      |
| 2001 | Michael Schumacher (2)    | Formel 1       |
| 2002 | Michael Schumacher (3)    | Formel 1       |
| 2003 | Michael Schumacher (4)    | Formel 1       |
| 2004 | Roger Federer             | Tennis         |
| 2005 | Roger Federer (2)         | Tennis         |
| 2006 | Roger Federer (3)         | Tennis         |
| 2007 | Roger Federer (4)         | Tennis         |
| 2008 | Rafael Nadal              | Tennis         |
| 2009 | Roger Federer (5)         | Tennis         |
| 2010 | Sebastian Vettel          | Formel 1       |
| 2011 | Novak Đoković             | Tennis         |
| 2012 | Novak Đoković (2)         | Tennis         |
| 2013 | Mo Farah                  | Leichtathletik |
| 2014 | Manuel Neuer              | Fußball        |
| 2015 | Novak Đoković (3)         | Tennis         |
| 2016 | Cristiano Ronaldo         | Fußball        |
| 2017 | Roger Federer (6)         | Tennis         |
| 2018 | Luka Modrić               | Fußball        |
| 2019 | Rafael Nadal (2)          | Tennis         |
| 2020 | Robert Lewandowski        | Fußball        |
| 2021 | Robert Lewandowski (2)    | Fußball        |
| 2022 | Armand Duplantis          | Leichtathletik |
| 2023 | Novak Đoković (4)         | Tennis         |
| 2024 | Armand Duplantis (2)      | Leichtathletik |

### Europas Sportlerin des Jahres („Evgen Bergant Trophy“)

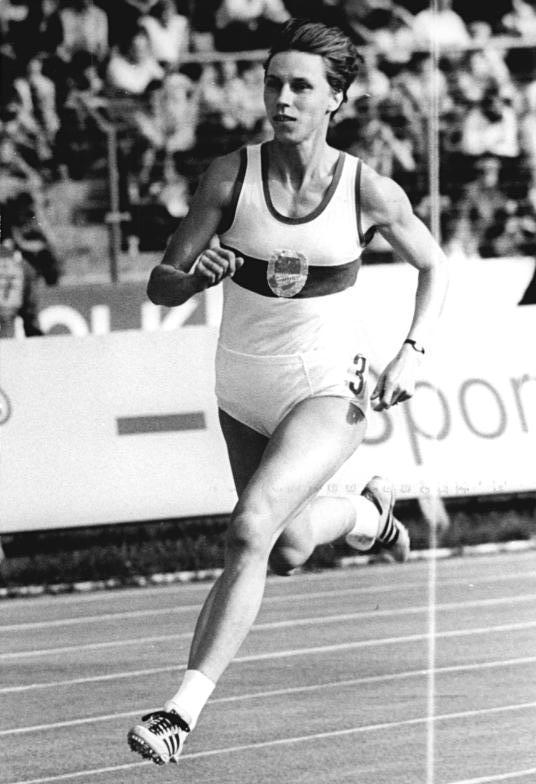
1985 erste Siegerin aus dem deutschsprachigen Raum: die DDR-Leichtathletin Marita Koch

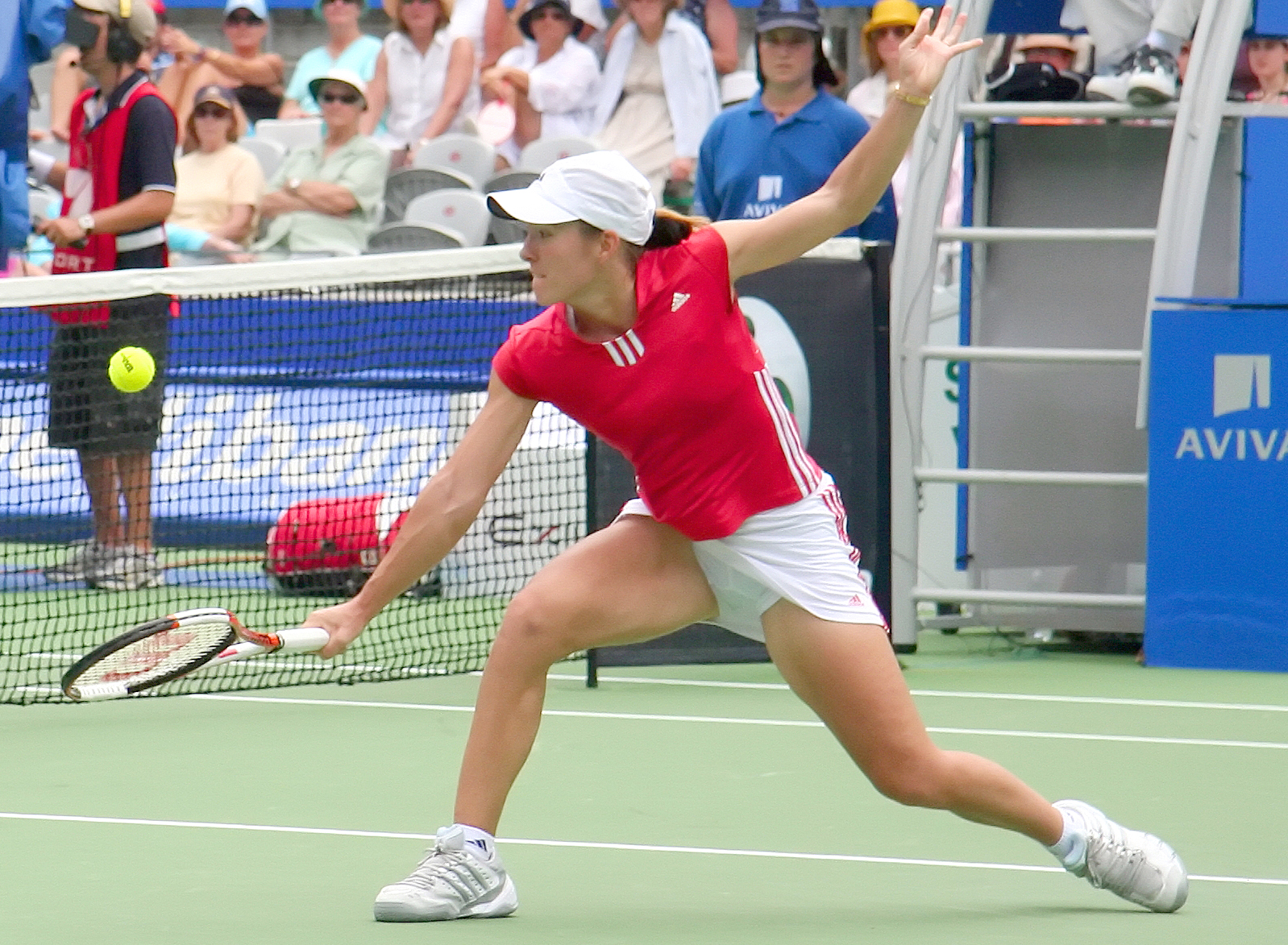
Justine Henin, Siegerin 2003, 2006 und 2007

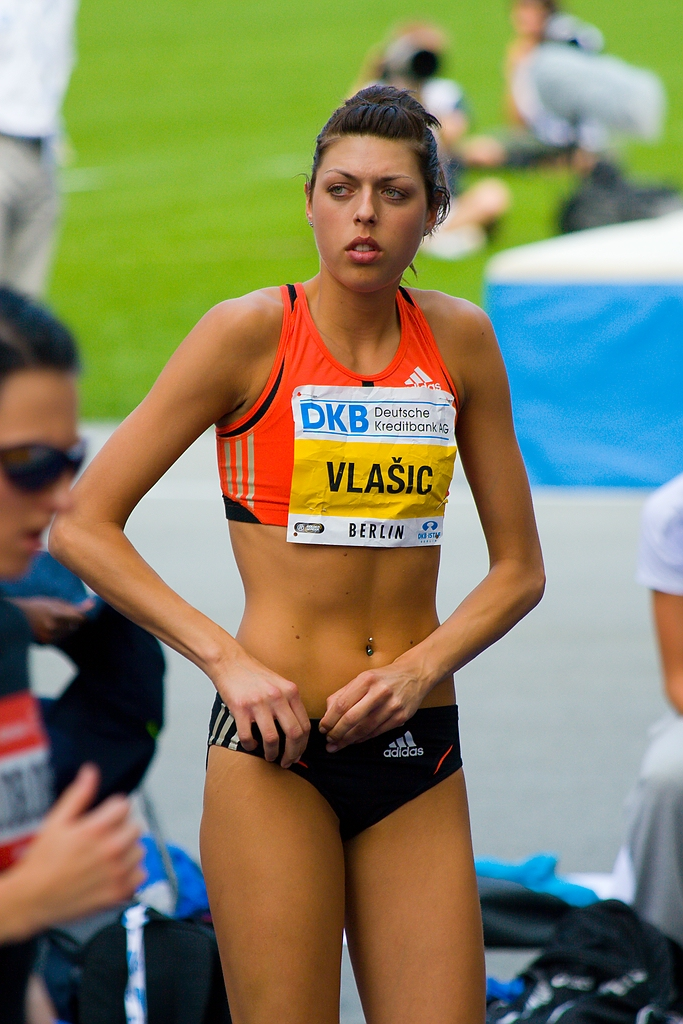
Blanka Vlašić, Siegerin 2009 und 2010

Am häufigsten ausgezeichnet wurden die Tennisspielerinnen Steffi Graf und Justine Henin sowie die Schwimmerin Katinka Hosszú (je drei Siege). Erfolgreichste Nation ist mit acht Siegen Deutschland. Am häufigsten vertretene Sportart unter den Gewinnern ist die Leichtathletik (13 Siege), gefolgt vom Tennissport (neun). Sechsmal waren Wintersportlerinnen erfolgreich.
Seit 2004 ist die Auszeichnung nach der ehemaligen slowenischen Sportlerin Evgen Bergant († 2005) benannt, frühere Vizepräsidentin der UEPS.
| Jahr | Preisträgerin              | Sportart       |
| ---- | -------------------------- | -------------- |
| 1983 | Jarmila Kratochvílová      | Leichtathletik |
| 1984 | Marja-Liisa Kirvesniemi    | Skilanglauf    |
| 1985 | Marita Koch                | Leichtathletik |
| 1986 | Heike Drechsler            | Leichtathletik |
| 1987 | Steffi Graf                | Tennis         |
| 1988 | Kristin Otto               | Schwimmen      |
| 1989 | Steffi Graf (2)            | Tennis         |
| 1990 | Katrin Krabbe              | Leichtathletik |
| 1991 | Monica Seles               | Tennis         |
| 1992 | Krisztina Egerszegi        | Schwimmen      |
| 1993 | Franziska van Almsick      | Schwimmen      |
| 1994 | Manuela Di Centa           | Skilanglauf    |
| 1995 | Steffi Graf (3)            | Tennis         |
| 1996 | Swetlana Masterkowa        | Leichtathletik |
| 1997 | Martina Hingis             | Tennis         |
| 1998 | Larissa Lasutina           | Skilanglauf    |
| 1999 | Gabriela Szabo             | Leichtathletik |
| 2000 | Inge de Bruijn             | Schwimmen      |
| 2001 | Swetlana Chorkina          | Geräteturnen   |
| 2002 | Janica Kostelić            | Ski Alpin      |
| 2003 | Justine Henin-Hardenne     | Tennis         |
| 2004 | Kelly Holmes               | Leichtathletik |
| 2005 | Jelena Issinbajewa         | Leichtathletik |
| 2006 | Justine Henin-Hardenne (2) | Tennis         |
| 2007 | Justine Henin (3)          | Tennis         |
| 2008 | Jelena Issinbajewa (2)     | Leichtathletik |
| 2009 | Blanka Vlašić              | Leichtathletik |
| 2010 | Blanka Vlašić (2)          | Leichtathletik |
| 2011 | Federica Pellegrini        | Schwimmen      |
| 2012 | Jessica Ennis              | Leichtathletik |
| 2013 | Jelena Issinbajewa (3)     | Leichtathletik |
| 2014 | Darja Domratschawa         | Biathlon       |
| 2015 | Dafne Schippers            | Leichtathletik |
| 2016 | Katinka Hosszú             | Schwimmen      |
| 2017 | Katinka Hosszú (2)         | Schwimmen      |
| 2018 | Ester Ledecká              | Snowboard      |
| 2019 | Katinka Hosszú (3)         | Schwimmen      |
| 2020 | Iga Świątek                | Tennis         |
| 2021 | Alexia Putellas            | Fußball        |
| 2022 | Alexia Putellas (2)        | Fußball        |
| 2023 | Aitana Bonmatí             | Fußball        |
| 2024 | Aitana Bonmatí (2)         | Fußball        |